# Gustavo Prado
Gustavo Prado (Ciudad de México, 1970) es un profesor, curador, conferencista e investigador mexicano conocido por su libro Mextilo y por ser director de Trendo.mx.

## Primeros años
Prado tiene una licenciatura en Ciencias de la Cultura en la Universidad del Claustro de Sor Juana y estudios en artes visuales y diseño gráfico en la Escuela Nacional de Pintura, Escultura y Grabado "La Esmeralda", posteriormente estudió la maestría en Gestión Cultural en la Universidad Iberoamericana Puebla.

## Carrera
Gustavo comenzó su carrera en 1992 organizando el Mes del Performance en el Museo Universitario del Chopo junto con Hortensia Ramírez y Eloy Tarcisio,  este evento desembocaría posteriormente en la fundación del Ex-Teresa Arte Actual en 1993. 

Para 1994 él crea una obra llamada "Aurora Boreal" que consistía en un alter ego basado en las obsesiones de la clase media por fotografiar a sus hijos en estudios fotográficos; de acuerdo con el crítico Cuauhtémoc Medina González en su libro La era de la discrepancia: 
"Gustavo Prado lleva este gesto hasta el extremo con el sometimiento objetual que “Aurora Boreal” (a principios de los noventa) desempeña frente a la cámara fotográfica; es la fascinación del objeto, en este caso la aurora imaginada, que adquiere un carácter casi ontológico al mismo tiempo que reactiva la estética apropiada del star system de las divas del cine mexicano. El deseo de Prado es similar al de Patiño; construir una alteridad, un desprendimiento que adopta una personalidad propia aderezada con la estetización que logra el camp, un clon que suplanta al original en tanto el reflejo difiere del sujeto que está frente a él-ella; tal vez llevado por una paranoia infundada, en 1994 Prado liquidó, en un ferviente acto de iconoclasia, lo que quedaba de la lánguida y extenuada espectral aurora".
De 1994 a 2007 trabajó en Centro de la Imagen, volviéndose curador en 2001, encargándose de todos los Fotoseptiembre hasta su salida.  En 2005 y 2006 fue tutor de los becarios del FECA en Guanajuato; y desde 2016 es curador del Foto Museo Cuatro Caminos.
Su carrera como docente comenzó en 2006 hasta el 2015 convirtiéndose en académico de tiempo completo; en esos años fue profesor de fotografía digital en La Esmeralda, fundó su agencia de tendencias en  2014 con el nombre de trendo.mx -que continúa hasta la fecha- y del 2016 al 2017 fue director de la carrera de diseño de moda en el CEDIM.
Conduce la sección 'Trapos Trendo' en el programa 'Me lo dijo Adela' con la periodista Adela Micha desde 2019. Asimismo participa en el programa Que Pei! con Pei Garza en radio nacional. 
Ha publicado en distintos medios especializados en diseño, tendencias y tecnología y un libro en solitario llamado Mextilo en 2017 en el que narra la historia de la moda en México.
En 2024 cura junto con Arturo Rico de 'Ficheraz' la exposición 'Pasado de Moda' pasarela de estilos en México. Una revisión de moda y estilo en el archivo de Carlos Monsiváis en el Museo del Estanquillo. 

### Mextilo
Mextilo surgió como concepto en 2005 al ser el título de una exposición de fotografía de moda mexicana; años más tarde en 2014, fue retomado para hacer un documental con el mismo nombre que contara la historia de la moda en México, luego de que no pudiera responder a Diane Pernet qué significa ser un diseñador de moda mexicano debido a la falta de contenido académico sobre el tema; el documental se presentó en ASVOFF, en París en 2015 y posteriormente se publicaría un libro con el mismo nombre en 2017. Aunque formalmente es un libro de historia, también es considerada una pieza de Libro-arte.

## Curaduría
- 2002. Flor. Centro de la Imagen, CONACULTA. México D.F[10]
- 2005 Mextilo. Centro de la Imagen, CONACULTA. México D.F. (junto con Ana Elena Mallet).[8]
- 2006 Fotoseptiembre/ Trama y Estilo. Centro de la Imagen, CONACULTA. México D.F[11]
- 2007 Tácticas. Centro de la Imagen, CONACULTA. México D.F[12]
- 2008 Espectáculos, un pequeño paso para Meyer.... Museo Franz Mayer. México D.F[2]
- 2016 POSE, Fotografía de moda en México hoy. Foto Museo Cuatro Caminos. México D.F[13]

## Reconocimientos
- 1990. Beca Artes Visuales de la Academia Súrykov de Moscú. Gobierno de la URSS-Secretaría de Relaciones Exteriores.
- 1993 y 1995. Menciones honoríficas en la VII y VIII bienales nacionales de Fotografía.[14]
- 1994. Premio en el Primer Salón Nacional de Fotografía. Hospicio Cabañas, Guadalajara.
- 1994. Beca del Fonca en Medios Alternativos[15]